# Morg
Morg est un super-vilain évoluant dans l'univers Marvel de la maison d'édition Marvel Comics. Créé par le scénariste Ron Marz et le dessinateur Ron Lim, le personnage de fiction apparaît pour la première fois dans le comic book Silver Surfer (vol. 3) #69 en août 1992.
Morg est l'un des hérauts de Galactus. Il remplace Nova (Frankie Raye) lorsque cette dernière déçoit Galactus en épargnant des planètes habitées.

## Historique de la publication
Morg apparaît pour la première fois l'histoire « The Explorer » du numéro 69 de la troisième séries de comic book Silver Surfer d'août 1992.
Durant la même année, Ron Marz, scénariste régulier de la série, utilise le personnage dans l'histoire « The Herald Ordeal » des numéros 70 à 75. Des hérauts de Galactus se rassemblent pour affronter le nouveau serviteur de Galactus qui perd la vie. Dès le numéro 76, le personnage est ramené à la vie.
Ron Marz l'emploie dans les numéros suivants jusqu'à sa rencontre avec Tyrant dans les numéros 80 et 81 de 1993. Cette même année, le personnage reçoit un article dans le numéro 33 de The Official Handbook of the Marvel Universe: Master Edition.
En 1994, Morg réapparaît dans la série Silver Surfer dans les numéros 102 et 104 à 109.

## Biographie du personnage
Sur sa planète natale, Morg lutte contre le pouvoir en place, jusqu'à sa capture. Estimant l'autre camp plus fort, il accepte de les servir en devenant un bourreau. Il exécute ses anciens compagnons pour le compte de ceux qui les avaient vaincus. Quand Galactus arrive, Morg n'est pas effrayé et est même insolent. Impressionné par son comportement, Galactus décide de faire de lui son nouveau héraut. Il lui donne une portion du pouvoir cosmique et une hache à double tranchant,,.
Quand le Surfer d'argent et Firelord, deux anciens hérauts de Galactus, apprennent ce changement, ils tentent de faire reconnaître à Galactus son erreur, mais ce dernier ne s'en préoccupe pas. Ils essayent de tuer Morg mais sont battus,. À la recherche de renforts, le duo retrouve Nova, puis Terrax et enfin les restes de l'androïde Air-Walker qu'ils doivent reconstruire,.
Pendant ce temps, Morg découvre sur une planète une fontaine de pouvoir. Il s'y plonge et devient encore plus puissant. Il offre la planète au Dévoreur de Mondes,. Les hérauts affrontent Morg et sont vaincus. Dans le combat, Air-Walker est sérieusement endommagé et Nova trouve la mort.
Galactus, déçu par le comportement de Morg, lui retire son pouvoir. Affaibli, le bourreau est tué par Terrax qui récupère l'arme du vaincu. Firelord demande alors à retrouver sa place de héraut, épaulé par Air-Walker,.
Des mois plus tard, Galactus redonne vie à Morg pour lui offrir une seconde chance. Morg attaque Firelord et Air-Walker, et blesse une nouvelle fois gravement ce dernier. Puis il part à la recherche de Terrax pour récupérer son arme et se venger. Les deux hérauts s'affrontent. Durant le combat, ils sont capturés par des robots travaillant pour Tyrant,. Morg, en compagnie des autres prisonniers, le Surfer d'Argent, Terrax, Gladiator, Beta Ray Bill, le Valet de cœur et Ganymède, essaye de se libérer. Ils sont tous vaincus par Tyrant. Mais Galactus arrive et change le cours de la bataille. Finalement, tous les prisonniers sont sauvés, à l'exception de Morg qui reste captif,.
Tyrant draine peu à peu le pouvoir cosmique de son prisonnier, jusqu'à ce que l'ancien héraut parvienne à s'enfuir. Il retrouve vite Galactus et entre de nouveau à son service. Lors d'un duel entre le Dévoreur et Tyrant, Morg utilise le Nullificateur ultime de Galactus contre Tyrant et fait exploser le vaisseau de Galactus. Tyrant et Morg sont tués dans le souffle de l'explosion,.
Lors de la « vague d'Annihilation » (au cours du crossover Annihilation (en)), Annihilus retrouve le corps de Morg mais ne parvient pas à récupérer l'énergie cosmique de la carcasse.

## Pouvoirs, capacités et équipement
Comme tous les hérauts de Galactus, Morg est doté du Pouvoir cosmique. Grâce à ce pouvoir, il peut voler à travers l'espace et possède une force et une endurance hors du commun.
Au combat, il emploie une hache à double tranchant, qu'il utilise au corps à corps ou pour émettre de puissantes rafales d'énergie.

## Adaptations dans d'autres médias
Dans Soul Hunter première partie, le second épisode de la deuxième saison de la série télévisée d'animation Silver Surfer, le Surfer d'argent doit protéger la bibliothèque universelle de Morg. Le personnage de fiction est adapté en figurine articulée au format minimates.
En 2012, Morg est adapté en figurine dans le set Galactic Guardians de HeroClix.

### Comic books Marvel
Notations : s pour scénariste, d pour dessinateur, e pour encreur
1. ↑  (en) Silver Surfer (vol. 3) #70, Marvel Comics.
2. ↑  (en) Silver Surfer (vol. 3) #71, Marvel Comics.
3. ↑  (en) Silver Surfer (vol. 3) #72-74, Marvel Comics.
4. ↑  (en) Silver Surfer (vol. 3) #75, Marvel Comics.
5. ↑  (en) Silver Surfer (vol. 3) #76-77, Marvel Comics.
6. ↑  (en) Silver Surfer (vol. 3) #80, Marvel Comics.
7. ↑  (en) Silver Surfer (vol. 3) #82, Marvel Comics.
8. ↑  (en) Silver Surfer (vol. 3) #109, Marvel Comics.
9. ↑  (en) Annihilation: Silver Surfer, Marvel Comics.